# Juliana Duque
Juliana Dias Ferreira Duque, cuyo nombre de casada es Juliana Martins Duque, nacida el 2 de octubre de 1995 en Salvador (Brasil), es una regatista brasileña.
Compite bajo la grímpola del Yacht Clube da Bahía desde los 11 años, cuando comenzó en la clase Optimist, clase en la que ganó el campeonato de América del Sur en 2010.
En 2011 consigue la medalla de bronce en los Juegos Suramericanos de Playa en la clase Snipe. A los 15 años cambia a la clase Laser Radial y gana el campeonato de Brasil sub-16. A los 17 años vuelve a la clase Snipe para navegar junto a su futuro marido, Rafael Martins, con el que gana como tripulante el campeonato de América del Sur en 2016.
También en 2016, gana su primer mundial femenino, título que repetiría en 2021 y 2023. En 2017 es subcampeona de América del Sur, ya como patrona, de nuevo con Rafael Martins. En 2018 obtiene otro subcampeonato, esta vez del Hemisferio Occidental y Oriente, y la medalla de oro en los Juegos Suramericanos. En 2019 consigue la medalla de bronce en los Juegos Panamericanos (medalla que convalidaría en 2023), y en 2022 se convierte en la primera mujer timonel en ganar el campeonato de Brasil de la clase Snipe, título que repite en 2023 Y 2025.